# 伽利衛星
伽利衛星，是日本現役純種競賽馬匹。目前主要勝利有2021年春季錦標。

## 出賽前
2018年5月1日出生於北海道安平町北部牧場，成長途中於一口馬主俱樂部G1 Racing Co. Ltd.進行馬主募集。
其後交由栗東訓練中心練馬師池添學訓練。

## 競賽生涯

### 2歲
2020年11月28日出戰阪神競馬場2歲新馬戰，比賽初段其選擇於中團位置等待時機，於彎道抽出發力後在直路成功加速取得領先，最終以1/2馬位優勢頂住後上馬Cassadaga的追擊取得首勝。

### 3歲
2021年以共同通信盃作為首戰，賽前僅獲得第七人氣的評價。縱然如此，其仍然於比賽途中以居中戰術展開推進，保持沉穩的走勢下於直路開始加速，最終僅敗於前方位置的樂透心取得第二。
其後以春季錦標作為下一戰，比賽途中繼續維持於中團位置推進，保持於約莫第八、九左右的位置未有太大動作。進入直路後，其迅速於外檔位置展開加速並不斷衝刺，最終轟出後600米36.1秒的速度下成功透出，並以頭位優勢險勝前方的淺間發威取得首個分級賽優勝。順帶一提，本次賽事策騎伽利衛星的騎師為其練馬師池添學之兄池添謙一，為日本賽馬史上首次有兄弟騎練的組合贏得中央分級賽。
贏得春季錦標後以經典戰線作為目標，但表現欠佳之下於皋月賞取得第九，於東京優駿（日本打吡）中更以第十四大敗。
進入秋季後，其以聖烈特紀念作為起動戰，雖然於狀態稍為回復取得第五入板的戰績，但於正賽菊花賞卻再度取得第十的戰績。

### 4歲
2022年首兩戰中山紀念及讀賣盃未能發揮表現，均以兩位數的戰績完賽。
休養了約莫半年後於表列賽中復出，但仍然未能掄元，分別於仙后座錦標及十二月錦標取得第五及第七。

### 5歲
2023年繼續縮程以京都金盃作為首戰，但跑獲第十二名的慘烈戰績。
完成以上賽事後，陣營安排其進行閹割手術。
其後復出出戰京王盃春季盃，然而在直路上失速以第十八大敗，夏季於小倉日經公開賽亦僅取得第七。
進入秋季，陣營決定安排其轉戰泥地賽事，以公開賽太秦錦標作為試驗。比賽開始後，雖然其出閘稍微不順並有失去平衡的情況，但快速調整過後進佔中團位置並維持穩定的節奏，於第三、四彎道開始發力爬升。進入直路後，其繼續於中檔位置展開追擊並進行突破，最後100米超越領放的Make a Leap取得領先，後續繼續保持下取得時隔2年7個月的勝利。

### 6歲
2024年繼續以泥地戰線作為主軸，於年初出戰東海錦標。比賽開始後，其順利出閘並保持於先頭第三、四左右的位置，亦一直處於有利的狀態。進入直路後，其以不俗的走勢展開加速，可惜仍然未能超越前方的William Barows及Omega Guiness取得第三。
其後狀態再度下滑，出戰天蠍錦標及平安錦標均以兩位數的戰績大敗，夏季出戰榆樹錦標稍為回復取得第六。
進入秋季，其以天狼星錦標作為調整，然而於比賽途中大部份時間均處於後方位置，最終未能加速下以包尾落敗。
由於戰績繼續未有起色，陣營決定安排其嘗試跳欄賽，於12月22日出戰障礙3歲以上未勝利戰。比賽開始後，其於前方位置逐步推進，但於跳過數個障礙後逐漸落後，於第四彎道進入直路後雖然嘗試重新加速上前，但最終仍然以第三落敗。

### 7歲
2025年年初繼續出戰障礙4歲以上未勝利戰，本次比賽跳欄時的姿勢有所改善，因而未能在比賽途中落後太多，然而在後段的速度仍然不及對手，最終以第四落敗。
5月再度以跳欄賽作為目標，但此戰未能展現優勢下以第八落敗。
夏季返回平地賽事出戰東海錦標，然而比賽途中一直留守較後方的位置，在直路上毫無衝勢下最終以第十三落敗。

### 詳細賽績
| 日期       | 舉辦國家 | 馬場 | 距離   | 級別 | 賽事名稱            | 負重 | 騎師       | 馬號 | 出馬 | 名次 | 時間   | 頭馬（二馬）       |
| ---------- | -------- | ---- | ------ | ---- | ------------------- | ---- | ---------- | ---- | ---- | ---- | ------ | ------------------ |
| 28/11/2020 | 日本     | 阪神 | 草1800 |      | 2歲新馬             | 55   | 福永祐一   | 9    | 9    | 1    | 1:49.3 | （Cassadaga）      |
| 14/2/2021  | 日本     | 東京 | 草1800 | GIII | 共同通信盃          | 56   | 松山弘平   | 9    | 12   | 2    | 1:48.0 | 樂透心             |
| 21/3/2021  | 日本     | 中山 | 草1800 | GII  | 春季錦標            | 56   | 池添謙一   | 14   | 15   | 1    | 1:52.0 | （淺間發威）       |
| 18/4/2021  | 日本     | 中山 | 草2000 | GI   | 皋月賞              | 57   | 池添謙一   | 5    | 16   | 9    | 2:02.1 | 樂透心             |
| 30/5/2021  | 日本     | 東京 | 草2400 | GI   | 東京優駿            | 57   | 池添謙一   | 2    | 17   | 14   | 2:24.3 | 大帝               |
| 20/9/2021  | 日本     | 中山 | 草2200 | GII  | 聖烈特紀念          | 56   | 池添謙一   | 3    | 14   | 5    | 2:12.9 | 淺間發威           |
| 24/10/2021 | 日本     | 阪神 | 草3000 | GI   | 菊花賞              | 57   | 池添謙一   | 17   | 18   | 10   | 3:06.1 | 領銜               |
| 5/1/2022   | 日本     | 中山 | 草2000 | GIII | 中山金盃            | 56   | 池添謙一   | 6    | 17   | 13   | 2:01.3 | 赤雅駿             |
| 24/4/2022  | 日本     | 阪神 | 草1600 | GII  | 讀賣盃              | 56   | 池添謙一   | 2    | 15   | 14   | 1:35.5 | 神志勇進           |
| 30/10/2022 | 日本     | 阪神 | 草1800 | L    | 仙后座錦標          | 57   | 池添謙一   | 8    | 15   | 5    | 1:46.5 | 頌讚角宿           |
| 18/12/2022 | 日本     | 中山 | 草1800 | L    | 十二月錦標          | 57   | 戶崎圭太   | 11   | 16   | 7    | 1:49.1 | Shonan Magma       |
| 5/1/2023   | 日本     | 中京 | 草1600 | GIII | 京都金盃            | 57   | 團野大成   | 8    | 16   | 12   | 1:33.9 | 幻蹤黑豹           |
| 13/5/2023  | 日本     | 東京 | 草1400 | GII  | 京王盃春季盃        | 57   | 石川裕紀人 | 3    | 18   | 18   | 1:21.9 | 赤夢               |
| 27/8/2023  | 日本     | 小倉 | 草1800 | OP   | 小倉日經公開賽      | 58   | 荻野極     | 3    | 12   | 7    | 1:47.1 | Cantor             |
| 14/10/2023 | 日本     | 京都 | 泥1800 | OP   | 太秦錦標            | 58   | 池添謙一   | 3    | 12   | 1    | 1:51.3 | （Taisei Drefong） |
| 21/1/2024  | 日本     | 京都 | 泥1800 | GII  | 東海錦標            | 57   | 池添謙一   | 3    | 16   | 3    | 1:49.6 | William Barows     |
| 14/4/2024  | 日本     | 阪神 | 泥1800 | GIII | 天蠍錦標            | 58   | 池添謙一   | 3    | 16   | 14   | 1:54.5 | Mikki Nuchibana    |
| 18/5/2024  | 日本     | 京都 | 泥1900 | GIII | 平安錦標            | 57   | 池添謙一   | 15   | 16   | 15   | 2:00.3 | Mitono O           |
| 4/8/2024   | 日本     | 札幌 | 泥1700 | GIII | 榆樹錦標            | 58   | 池添謙一   | 3    | 14   | 6    | 1:44.9 | Peisha Es          |
| 28/9/2024  | 日本     | 中京 | 泥1900 | GIII | 天狼星錦標          | 57.5 | 池添謙一   | 11   | 15   | 15   | 2:01.1 | Hagino Alegrias    |
| 22/12/2024 | 日本     | 京都 | 障2910 |      | 障礙3歲以上未勝利戰 | 60   | 小牧加矢太 | 2    | 14   | 3    | 3:21.3 | Matenro Joy        |
| 23/2/2025  | 日本     | 小倉 | 障2860 |      | 障礙4歲以上未勝利戰 | 60   | 小牧加矢太 | 11   | 12   | 4    | 3:13.8 | Sunday Hero        |
| 11/5/2025  | 日本     | 新潟 | 障2890 |      | 障礙4歲以上未勝利戰 | 60   | 中村將知   | 11   | 14   | 8    | 3:17.2 | （高恩山）         |
| 27/7/2025  | 日本     | 中京 | 泥1400 | GIII | 東海錦標            | 57   | 龜田溫心   | 10   | 16   | 13   | 1:24.4 | 猛熊               |

## 血統簡介
父系真心呼喚爲日本賽駒，生涯戰績優秀，曾於2005年有馬紀念擊敗無敗三冠馬大震撼奪得冠軍，亦於其後贏得杜拜司馬經典賽。祖父週日寧靜是美國三冠賽雙軍馬，退役後在日本配種，在日本馬壇相當成功，贏得多項分級賽事，其子嗣贏得巨額獎金。
母系Virginia為日本賽駒，生涯僅勝出條件戰級別的賽事。外祖父天文學家爲英國賽駒，爲2001年葉森打吡及英皇佐治六世及皇后伊利沙伯鑽石錦標冠軍，退役後亦成爲著名種馬。

### 血統表
| 父線：週日寧靜系（Halo系）                       |                              |              |                 |
| 種馬 真心呼喚 2001年（棗色）                     | 週日寧靜 1986年（棕色）      | Halo         | Hail to Reason  |
| 種馬 真心呼喚 2001年（棗色）                     | 週日寧靜 1986年（棕色）      | Halo         | Cosmah          |
| 種馬 真心呼喚 2001年（棗色）                     | 週日寧靜 1986年（棕色）      | Wishing Well | Understading    |
| 種馬 真心呼喚 2001年（棗色）                     | 週日寧靜 1986年（棕色）      | Wishing Well | Mountain Flower |
| 種馬 真心呼喚 2001年（棗色）                     | Irish Dance 1990年（棗色）   | 東來兵       | Lampala         |
| 種馬 真心呼喚 2001年（棗色）                     | Irish Dance 1990年（棗色）   | 東來兵       | Severn Bridge   |
| 種馬 真心呼喚 2001年（棗色）                     | Irish Dance 1990年（棗色）   | Buper Dance  | 利法爾          |
| 種馬 真心呼喚 2001年（棗色）                     | Irish Dance 1990年（棗色）   | Buper Dance  | My Bupers       |
| 繁殖雌馬 Virginia 2010年（棗色）                 | 天文學家 1998年（棗色）      | 鞍匠井       | 北地舞人        |
| 繁殖雌馬 Virginia 2010年（棗色）                 | 天文學家 1998年（棗色）      | 鞍匠井       | Fariy Bridge    |
| 繁殖雌馬 Virginia 2010年（棗色）                 | 天文學家 1998年（棗色）      | 海都市       | Miswaki         |
| 繁殖雌馬 Virginia 2010年（棗色）                 | 天文學家 1998年（棗色）      | 海都市       | Allegretta      |
| 繁殖雌馬 Virginia 2010年（棗色）                 | Silverskaya 2001年（深棗色） | Silver Hawk  | 雷弼圖          |
| 繁殖雌馬 Virginia 2010年（棗色）                 | Silverskaya 2001年（深棗色） | Silver Hawk  | Gris Vitesse    |
| 繁殖雌馬 Virginia 2010年（棗色）                 | Silverskaya 2001年（深棗色） | Boubskaia    | Niniski         |
| 繁殖雌馬 Virginia 2010年（棗色）                 | Silverskaya 2001年（深棗色） | Boubskaia    | Frenetique      |
| 雌系：號族：16-g                                 |                              |              |                 |
| 五代內近親交配：Hail to Reason 4×5、北地舞人 5×4 |                              |              |                 |

## 命名由來
名字Victipharus（ヴィクティファルス）為其中一顆伽利略衛星的命名方式之一，聯想自外祖父天文學家之名字，香港則縮短為「伽利衛星」。

## 外部連結
- 伽利衛星 netkeiba.com （页面存档备份，存于）
- 血統表 （页面存档备份，存于）